# Alaptus magnus
Alaptus magnus är en stekelart som beskrevs av Cheke och Turner 1974. Alaptus magnus ingår i släktet Alaptus och familjen dvärgsteklar. Inga underarter finns listade i Catalogue of Life.